# Seznam ostrovů Indonésie

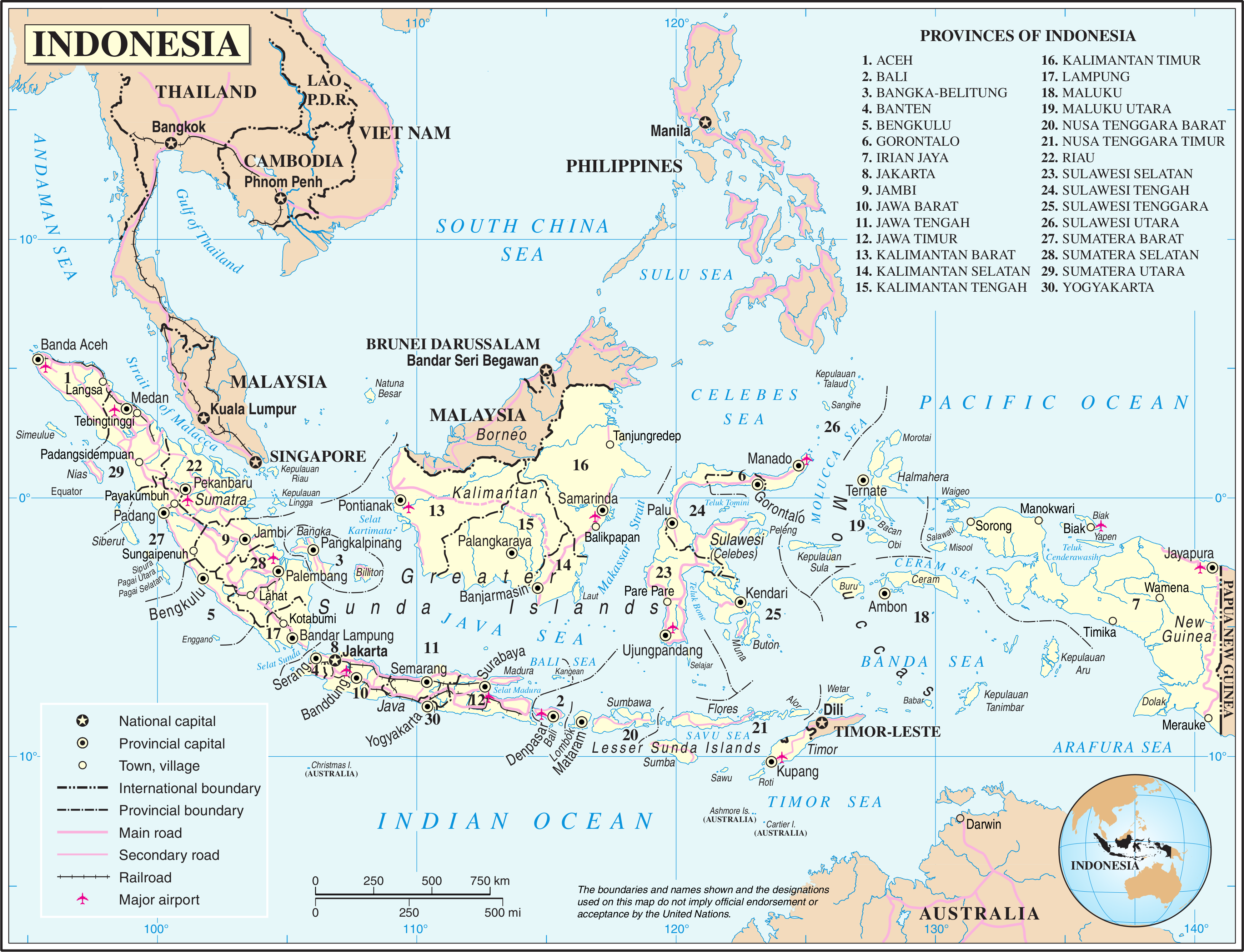
mapa Indonésie

Ostrovy Indonésie větší než 2500 km².
|    | ostrov              | provincie              | rozloha (km²) | max.nadm.výška (m) |
| -- | ------------------- | ---------------------- | ------------- | ------------------ |
| 1  | Nová Guinea         | Západní Papua, Papua   | 785 753       | 4884               |
| 2  | Kalimantan (Borneo) | 4                      | 748 168       | 4095               |
| 3  | Sumatra             | 8                      | 443 066       | 3805               |
| 4  | Sulawesi (Celebes)  | 6                      | 180 681       | 3478               |
| 5  | Jáva                | 6                      | 138 794       | 3676               |
| 6  | Timor               | Východní Nusa Tenggara | 28 418        | 2963               |
| 7  | Halmahera           | Severní Moluky         | 18 040        | 1635               |
| 8  | Seram               | Moluky                 | 17 454        | 3019               |
| 9  | Sumbawa             | Západní Nusa Tenggara  | 14 386        | 2850               |
| 10 | Flores              | Východní Nusa Tenggara | 14 154        | 2370               |
| 11 | Yos Sudarso         | Papua                  | 11 742        | ?                  |
| 12 | Bangka              | Bangka-Belitung        | 11 413        | ?                  |
| 13 | Sumba               | Východní Nusa Tenggara | 10 711        | ?                  |
| 14 | Buru                | Moluky                 | 8473          | 2428               |
| 15 | Bali                | Bali                   | 5416          | ?                  |
| 16 | Lombok              | Západní Nusa Tenggara  | 4625          | ?                  |
| 17 | Belitung            | Bangka-Belitung        | 4478          | ?                  |
| 18 | Madura              | Východní Jáva          | 4429          | ?                  |
| 19 | Buton               | Jihovýchodní Sulawesi  | 4408          | ?                  |
| 20 | Nias                | Severní Sumatra        | 4048          | ?                  |
| 21 | Siberut             | Západní Sumatra        | 3828          | ?                  |
| 22 | Wetar               | Moluky                 | 3600          | ?                  |
| 23 | Waigeo              | Západní Papua          | 3154          | ?                  |
| 24 | Yamdena             | Moluky                 | 3100          | ?                  |
| 25 | Taliabu             | Severní Moluky         | 2913          | ?                  |
| 26 | Muna                | Jihovýchodní Sulawesi  | 2889          | ?                  |
| 27 | Obira               | Severní Moluky         | 2542          | ?                  |